# Laurynas Mindaugas Stankevičius
Laurynas Mindaugas Stankevičius, né le 10 août 1935 à Aukštadvaris et mort le 17 mars 2017 à Vilnius, est un économiste et homme d'État lituanien. Il est Premier ministre du 15 février au 27 novembre 1996.
Ancien membre du Parti communiste de Lituanie, après l'indépendance, il a rejoint le nouveau Parti démocratique du travail.

## Distinctions
- Grand commandeur de l'ordre du mérite (Lituanie).